# Stemonoporus marginalis
Stemonoporus marginalis är en tvåhjärtbladig växtart som beskrevs av A.J.G.H. Kostermans. Stemonoporus marginalis ingår i släktet Stemonoporus och familjen Dipterocarpaceae. Inga underarter finns listade i Catalogue of Life.